# Poblana alchichica
Poblana alchichica (tên tiếng Anh: charal de Alchichica) là một loài cá thuộc họ Atherinidae. Nó là loài đặc hữu của hồ Alchichica ở México.